# Dora Postigo
Pour les articles homonymes, voir Postigo.
Dora Postigo Salvatore, née le 9 avril 2004 à Madrid, est une actrice et chanteuse espagnole.

## Biographie
Dora Postigo, fille de Bimba Bosé, est issue d'une lignée d'artistes, dont font partie notamment l'actrice Lucia Bosè, le matador Luis Miguel Dominguín et l'acteur Miguel Bosé. Elle a une sœur, June, née en 2011.
En 2022, elle joue dans le film Rainbow de Paco León.
Elle a notamment participé au programme de télévision Operación Triunfo, version espagnole de la Star Academy diffusé par TVE.

## Discographie notable
- 2019 : Saving Star
- 2020 : Ojos de serpiente
- 2021 : Quiéreme